# Ристо Лакић
Ристо Лакић (Титоград, 3. јул 1983) бивши је црногорски фудбалер, који је играо на позицији десног бека. Током 2023. године постављен је за председника Удружења клубова Центар у оквиру Треће лиге Црне Горе.

## Клупска каријера
Почео је да игра као пионир у Искри из Даниловграда. Прошао је затим и млађе категорије подгоричке Будућности, за чији први тим је забележио 113 првенствених наступа. Почетком 2008. године потписао је уговор са београдским Партизаном. Забележио је само два наступа за Партизан током пролећног дела такмичарске 2007/08. у којој је клуб освојио дуплу круну. Каријеру је од лета 2008. наставио у новосадској Војводини у којој је провео наредне две сезоне. Током сезоне 2011/12. поново је наступао у Црној Гори али овога пута за Могрен. У наредној 2012/13. носио је дрес Чукаричког у Првој лиги Србије. Последњи ангажман имао је током 2014. године у подгоричкој Младости.

## Репрезентација
Играо је за младу репрезентацију Србије и Црне Горе, а за сениорску репрезентацију Црне Горе дебитовао је на првој званичној утакмици 24. марта 2007, против Мађарске. Одиграо је укупно седам утакмица за црногорски национални тим.

## Трофеји

### Партизан
- Суперлига Србије (1): 2007/08.
- Куп Србије (1): 2007/08.[тражи се извор]